# 2015년 프랑스 레지옹 선거
2015년 프랑스 레지옹 선거는 전체 19개의 레지옹 단체장을 선출하기 위해 2015년 12월 6일에 1차 투표가, 12월 13일에 2차 투표가 실시되었다. 1차 투표에서는 49.9%, 2차 투표에서는 58.4%의 투표율을 기록하였다. 선거 기간 중에 파리에서 발생한 테러로 국민전선이 1차 투표에서 돌풍을 일으켜 정계에 충격을 주었지만, 2차 투표에서는 공화당과 사회당의 후보 단일화로 인해 1명의 당선자도 배출하지 못하였다.